# 摩尔斯学院
41°18.755′N 72°55.830′W / 41.312583°N 72.930500°W
摩尔斯学院（Morse College）是耶鲁大学的12个住宿学院之一，位于约克街302-304号，建于1961年，埃罗·沙里宁设计，毗邻以斯拉·斯泰尔斯学院.以莫尔斯电码发明人萨缪尔·摩尔斯之名命名。校训为“我们相信上帝，而不是武器”（拉丁文：In Deo Non Armis Fido）。本科生480人。